# Deloyala guttata
Deloyala guttata är en skalbaggsart som först beskrevs av Olivier 1790.  Deloyala guttata ingår i släktet Deloyala och familjen bladbaggar. Inga underarter finns listade i Catalogue of Life.

## Bildgalleri

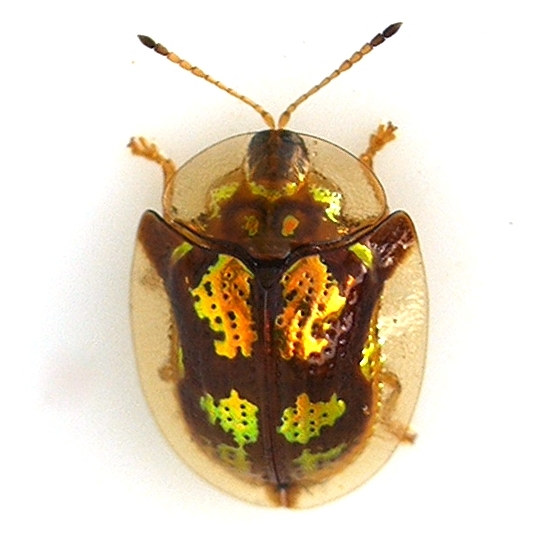
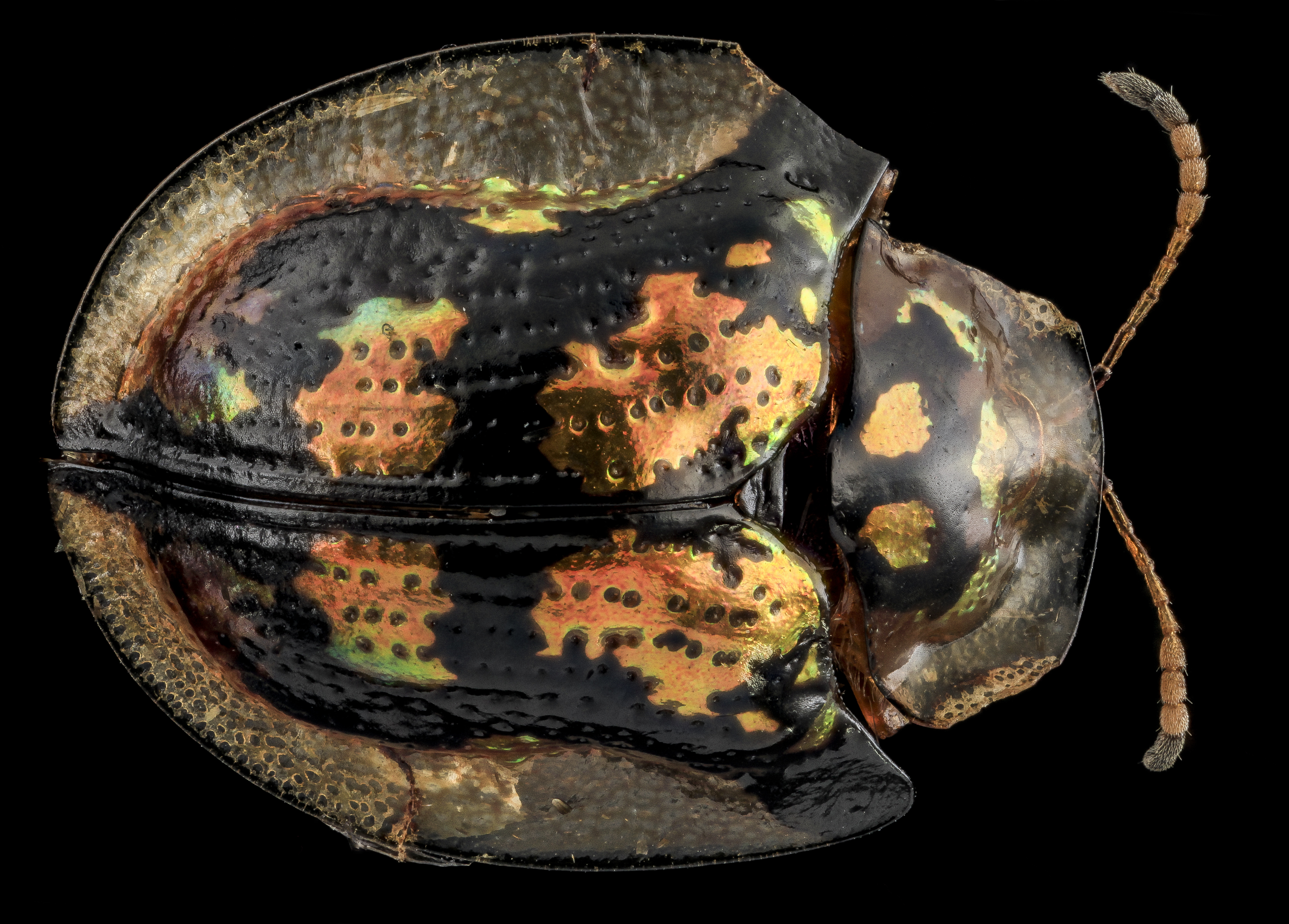